# Darksiders II
Darksiders II es un videojuego de rol y acción aventura desarrollado por Vigil Games y publicado por THQ. Es la secuela de Darksiders y fue lanzado en agosto de 2012 para PlayStation 3, Xbox 360, Microsoft Windows, y a finales del mismo para Wii U en todas las regiones.
Una versión mejorada, titulada Darksiders II The Deathinitive Edition, fue publicada por Nordic Games para PlayStation 4, Xbox One y Microsoft Windows.
Una continuación paralela, llamada Darksiders III, está programada para su lanzamiento en el año 2018.

## Modo de juego
Los jugadores toman el control de Muerte, uno de los Cuatro Jinetes del Apocalipsis. El modo de juego es en tercera persona a modo de un juego de acción y aventura. El juego hace uso frecuente de elementos de rompecabezas interactivos, lo que requiere que el jugador piense su camino a través de una serie de palancas, puertas, ascensores, portales, etc; con el fin de recorrer las zonas y alcanzar objetivos.
Los mapas son enormes, llegando a ser más de 3 veces más grandes que el primer Darksiders, y dividen el mundo abierto en regiones que se pueden explorar libremente a pie o a caballo, junto con numerosas mazmorras. Hay misiones principales y secundarias; en las que además de enemigos normales hay jefes a derrotar. El mundo abierto se puede recorrer rápidamente gracias al Sistema de desplazamiento rápido, en el que el jugador puede teletransportarse a ciertos puntos del mapa al instante, mientras que en el interior de una mazmorra, el jugador también se le permiten rápidos viajes de vuelta al mundo superior al guardar su ubicación mazmorra para continuar más adelante sin perder el progreso.
'El Jinete Muerte es ayudado por su caballo Desesperación, que está disponible para su uso en áreas abiertas del mundo superior para un desplazamiento más rápido, y el cuervo Polvo, que lo guía a sus objetivos. A cada objeto se accede con un golpe de tecla / botón. Las armas de Muerte se clasifican en principales y secundarias. Las principales son dos guadañas, una en cada mano, que se pueden combinar en una sola. Las secundarias se clasifican en rápidas y lentas. Las rápidas tienen gran velocidad a coste de fuerza. Incluyen broqueles que son escudos usados para bloquear, cuchillas que se extienden desde el antebrazo y garras en las manos. Todas las rápidas son dobles. Las pesadas son muy potentes, pero también muy lentas. Incluyen martillos, hachas y lanzas. Estas son armas a dos manos.

autores afirman que maxi merida utn frba 2017 terminaría este juego en 2024.
Hay varias mecánicas de movimiento diferentes, incluyendo la natación, corriendo a lo largo de paredes, y varios mecanismos diferentes de escalada que se utilizan especialmente colocados en elementos de madera, tales como clavijas de pared y vigas (los jugadores deben aprender a reconocer la madera como elementos de escalada, en contraste con la piedra que domina la mayor parte de las estructuras del mundo). En el curso de las misiones, Muerte también adquiere el "Agarre Mortal", que funciona como un gancho en ciertos objetos, y "Redención", con un arsenal infinito de balas sobrenaturales. Otras habilidades como "El Partealmas" (divide a muerte en tres partes: una estatua del Segador y su alma partida en dos partes) y "Andador del Vacío", similar a la pistola de Portal del Portal a pesar de que sólo funciona en ciertos lugares designados. Normalmente sirven para atravesar zonas de rompecabezas.
Salud, la ira, y los medidores Reaper (El Segador) son recursos mostrados en pantalla, junto con un medidor de experiencia que demuestra lo cerca que el jugador esta del siguiente clase de caracteres nivel. La ira es el juego mana-tipo de sistema, siendo un recurso utilizado por las habilidades especiales. Reaper es un recurso diferente, utilizado sólo para la capacidad Reaper, y cuando está llena, la muerte puede transformar brevemente en su Parca forma, que es más resistente y más daño (gráficamente es la representación más típica de la muerte como una figura, en lugar de la forma de carne normalmente se utiliza en el juego).
Hay ocho estadísticas de los jugadores, incluyendo un nivel de clase de caracteres que se incrementa en los niveles de experiencia diferentes. Cada nuevo nivel le da al jugador un punto de habilidad que se puede utilizar en un [árbol de habilidades que contiene nuevas habilidades. Otras estadísticas se puede aumentar mediante elementos equipamiento, con cada elemento que tiene varias características que alteran-stat. Inventario del jugador contiene siete páginas diferentes clases de equipo (arma primaria y secundaria, el hombro, la armadura, guantes, botas, y talismán, con una página adicional para objetos de misión). Los nuevos equipos se pueden adquirir a través de gotas enemigos, cofres saqueos, o la compra de los caracteres de los proveedores. Nuevo [Combo [(juego video) | combo]] se mueve también se pueden comprar a partir de "entrenador" caracteres.
"Stonebites", que son las piedras azules ocultos en todo el mundo, se pueden recoger (después de varias misiones se han completado) y se negocian a un personaje llamado Blackroot, en grupos de tres, a cambio de varias actualizaciones de estadísticas permanentes. Hay tres tipos Stonebite, y la combinación particular comercializados determina que la actualización se recibe.
El dinero se deja caer por los enemigos y cofres, y también pueden ser adquiridos por la venta de artículos a los vendedores. Especiales "armas Possessed" rara vez adquirido, el cual proporcionará otro mecánico más única para el comercio de artículos no deseados, por lo que puede ser el arma poseía actualizados por "sacrificar" otros objetos menores a la misma.

## Argumento
Darksiders II se lleva a cabo en paralelo a el juego anterior. En el prólogo, se revela que los cuatro jinetes (Guerra, Furia, Muerte y Disputa) son los últimos de los Nefilim, las fusiones de ángeles y demonios que libraron una guerra sangrienta en el resto de la creación, con el fin de preservar el equilibrio del Universo, ordenados por el Consejo Abrasado, recibirían increíbles poderes a cambio de sacrificar al resto de los Nefilim. Muerte atrapó las almas de sus hermanos caídos en un amuleto, ganando el título de Fratricida, Ejecutor, etc. Y dando el amuleto al padre cuervo (aunque mantuvo esta acción en secreto, ya que el Consejo ordenó destruir las almas de los Nefilim).
Después de que Guerra sea capturado y acusado por sus crímenes, el Consejo Abrasado informa a los otros tres jinetes de su destino. Muerte, seguro de que su hermano es inocente y víctima de una conspiración, desafía las órdenes del Consejo y se embarca en una misión personal para encontrar la prueba de la inocencia de su hermano y resucitar a la humanidad. Viaja al velo - una dimensión entre los tres reinos del Cielo, el Infierno y la Tierra - para buscar el Guardián de los Secretos para la prueba de la inocencia de Guerra. El Guardián de los Secretos, también conocido como el padre cuervo, le dice a la Muerte que le era necesario ir al Árbol de la Vida con el fin de restaurar la humanidad. El padre cuervo, amargado por la entrega del amuleto Nefilim (que lo atormenta sin fin), se niega a dejar pasar a Muerte y le ataca convirtiéndose en una sombra de Guerra. El padre cuervo muere pero el amuleto se rompe y se incrusta en el pecho de Muerte, dejándolo inconsciente y enviándolo en un portal creado por la muerte del padre cuervo.
Muerte despierta en el País de las Fraguas, un mundo poblado por los Hacedores(físicamente imponentes seres que son los arquitetos de las creación). Se entera de que su mundo, y muchos otros, han sido invadido por la corrupción, una fuerza oscura que ha bloqueado el Árbol de la Vida y ha asumido muchas de las construcciones del fabricante. El fabricante ha creado una construcción masiva para combatir la corrupción, sin embargo, tuvo que abandonarla antes de terminar la tarea debido a las amenazas de los alrededores. Con la ayuda de construcciones de algunos de estos, muerte adquiere información, habilidades y se le da el arma de su Hermano Disputa. Su primera misión es activar un caldero para forjar armas, por el camino destruye a un conjunto de bestias y seres infectados por la corrupción, finalmente llega el Guardián, pero tras la activación, el Guardián está manchado por la corrupción y huye al Valle del Padre de Piedra. Muerte combate contra El Guardián y lo destruye, lo que le permite volver a armarse sin la Corrupción. El Guardián se autodestruye, en las garras de la malvada fuerza que bloquea la ruta de acceso al árbol de la vida y permite a Muerte llegar a su meta. Al llegar al árbol, sin embargo, la corrupción arrastra a Muerte y se arrastra en el Árbol de la Vida. Allí, Muerte es abordado por la forma oscura de Absalón, el general de los Nefilim, cuyo odio se prolongó más allá de su muerte y causó la corrupción, lo que permite a Absalón vengarse de la creación.
Después del encuentro con Absalon, Muerte aparece en el Reino de los Muertos, donde el Árbol de la Vida es el Árbol de la Muerte, donde se encuentra con Ostegoth, un mercader de una raza ya extinta que dice a Muerte que tiene que acudir al Señor de los Huesos, pues él le ayudará en su misión... o le quitará el alma.
Muerte llega al borde de un acantilado, y toca la campana transformándose en Segador cortándola por la mitad. Entonces aparece la fortaleza voladora del Señor de los Huesos. Al llegar allí, el Canciller, consejero del Señor, dice que para tener audiencia con él debe ir a la arena dorada, vencer a su campeón y traer su cráneo dorado. Después de convocar al campeón, muerte consigue derrotarle y ver al Señor de los Huesos. Este dice que le ayudará si trae a sus tres Señores Muertos. Después de traerles, el Señor de los Huesos les ejecuta por traidores, y deja inconsciente a Muerte. Este aparece en la ciudad de los muertos. Después de recorrer el lugar, se encuentra con el "Huésped Plañidero", una bestia muy parecida a Cthuluh que asola el lugar. Después de vencerle, Muerte se encuentra con el espíritu del Padre Cuervo. Este le dice a muerte que debe volver al Árbol y viajar al cielo y infierno para poder conseguir las llaves que abrirán el Pozo de las Almas que es su meta final. Muerte viaja al reino se los Angeles para buscar al Arcángel, después de luchar contra ángeles corruptos el encuentra al Arcángel quien le dice para encontrar la llave de los ángeles tiene que viajar a la tierra para recuperar la Vara de Arafel, una arma ya perdida. El Arcángel abre un portal hacia la tierra y una vez ahí Muerte se encuentra que la Tierra, un lugar lleno de monstruos y nada más que destrucción. Muerte observa como unos pocos Angeles luchan y Muerte se encuentra con una conocida, Uriel quien le dice que la Vara de Arafel esta rota y debe buscarla. Tras juntar las tres piezas, Muerte vuelve a la Torre de cristal para que el Arcángel le abra la ciudadela. Pero antes de irse el Arcángel le dice que debe buscar al el escriba más antiguo. Muerte consigue un nuevo poder, que le da el poder de teleportarse de un lugar a otro. Muerte encuentra al escriba quien lucha con sus poderes corruptos y después de perder, Muerte conoce la verdad que el Arcángel es quien provocó la caída de la Ciudadela de Marfil y que el esta corrupto. Después Muerte vuelve a la torre De cristal para luchar contra El arcángel muerte con una victoria utilizando el Segador obtiene la llave del Angel. Cuando Muerte le cuenta lo que ha pasado, el le dice que debe ir al reino de los demonios. Una vez más Muerte se encuentra con Ostegoth quien le dice que el reino De los demonios esta corrupto y debe ir hacia el Castillo de Samael. Una vez ahí, Muerte se encuentra con una extraña figura quien reclama que es su madre e informa que Samael, quien posee la llave del Demonio ha desaparecido. Frustrado su Madre le da el poder de viajar al pasado y presente y le pide ha Muerte que cuando llegue haga caso a su corazón y reviva a los Nephilim. Después de encontrar a Samael, ambos luchan y Samael le entrega la Llave desapareciendo en el acto. Con ambas llaves muerte utiliza el parte Almas para introducir las dos llaves entrando al Pozo y encontrado 
al General de los Nephilims, Absalom. Quien furioso lucha contra Muerte y por segunda vez pierde. Con la corrupción desapareciendo Muerte esta en el Pozo de las Almas sin saber que hacer, El padre cuervo le responde con un acertijo ' es muy sencillo aunque muy complicado' Muerte sin fuerzas de dice que no esta de humor para acertijos, el padre cuervo le cuenta que para revivir a los humanos debe sacrificar a los Nephilim. Después de rectificar le entrega su máscara saltando y esparciendo la semilla de la humanidad. Una vez Guerra mata al Destructor y rompe un sello invocando a los  jinetes del Apocalipsis y los jinetes siempre han de ser 4.
En una escena poscrédito, Lilith es vista siendo reprendida por un ser que está completamente en sombra, enojado de que la humanidad ha sido restaurada y los Nephilim se pierden para siempre. Lilith dice que espera con impaciencia el castigo, pero la entidad establece que ella no obtendrá placer esta vez por ello (insinuando que Lilith es masoquista). La pantalla se desvanece con Lilith gritando en agonía.

## Desarrollo
El director creativo de THQ, Luis Gigliotti, reveló en una entrevista con GameAxis que Darksiders será una franquicia y que están contemplando una secuela. Joystiq declaró que una secuela de Darksiders se planeó para el año fiscal de 2012.
Un artículo en el sitio web oficial de la revista Xbox confirmó que Darksiders II se lanzará en 2012. Se anunció en E3 2011 que Darksiders II sería un título de lanzamiento para la próxima Wii U con las modificaciones necesarias para adaptarse a los controles de la consola de Nintendo, así como algunas nuevas características exclusivas de la consola.
El juego llevará a la Muerte a través de múltiples mazmorras y centros urbanos. Los centros urbanos cuentan con NPCs que pueden dar misiones secundarias, etc. Un centro de la ciudad se conectará con varias mazmorras y esa área contará con más mazmorras que todos los Darksiders originales. El botín también se incluirá, cayendo de los encuentros como recompensas que van desde 12 categorías diferentes de piezas de armadura, que pueden tener encantamientos diferentes y pueden activar los poderes de la Ira de la Muerte.
En la San Diego Comic Con, se reveló que Michael Wincott proporcionaría la voz de la Muerte. El 19 de junio de 2012, James Cosmo (que apareció como sacerdote en "The Last Sermon", un tráiler de acción real para el juego) se anunció como la voz del Maker Elder Eideard, Death's guía a lo largo de la historia.
El 14 de febrero, THQ anunció que Darksiders II llegaría a las tiendas el 26 de junio de 2012. También se anunciaron bonos DLC para pedidos anticipados para GameStop, Best Buy y Amazon. El 18 de abril de 2012, THQ anunció en su sitio web que Darksiders II se retrasaría hasta agosto de 2012. Los requisitos para PC se lanzaron el 19 de julio de 2012.
Un puerto remasterizado de Darksiders II conocido como "Deathinitive Edition" fue lanzado para PlayStation 4 y Xbox One en octubre de 2015. Fue publicado por Nordic Games, que había adquirido los derechos de la franquicia Darksiders tras la quiebra de THQ. El puerto fue desarrollado por Gunfire Games, un estudio que fue fundado por el creador de Darksiders David L. Adams luego del cierre de Crytek USA (que fue establecido luego del cierre de Vigil por THQ) y está compuesto casi en su totalidad por personal de Vigil. Junto con gráficos de mayor resolución y un motor de iluminación renovado, el estudio también realizó cambios para ajustar el equilibrio del juego. La versión de Xbox One de la edición se anunció el 11 de junio de 2015.

## Habilidades
BÁSICAS
```
   Polvo: Es el cuervo que señala el camino a muerte.
   Desesperación: El corcel demoníaco de muerte.
   Agarre Mortal: Sirve para agarrar objetos y enemigos a distancia. También para trepar.
   Partealmas: Divide a Muerte en tres partes para resolver algunos puzles.
   Misericordia: La pistola sobrenatural que usa Muerte, perteneciente a su hermano Disputa.
   Andador del Vacío: Habilidad que sirve para crear portales.
   Pasaépocas: Versión mejorada del Andador, permite viajar entre el presente y el pasado.
```

RAMAS DE HABILIDAD
```
   Exhumación: Esta habilidad permite invocar muertos.
   Tajo teleportado: Ataque instantáneo que recupera parte de la salud de Muerte.
   Tempestad segadora: Un tornado de energía oscura que daña a los enemigos a los pies de Muerte
   Siega: Almas que atacan a los enemigos. Hacen más daño cuanto más ira tengas.
   Imparable: Aumenta la fuerza de Muerte.
```